# Myself; Yourself
Myself; Yourself (jap. マイセルフ；ユアセルフ Maiserufu; Yuaserufu) – japońska powieść wizualna opracowana przez Yeti. 20 grudnia 2007 roku została wydana na PlayStation 2. Myself; Yourself jest drugą oryginalną grą opublikowaną przez Regista (pierwszą jest I/O). Na podstawie jej fabuły, jeszcze przed wydaniem gry, wydano light novel pod tytułem Myself; Yourself Sorezore Overture. Nowela liczy sześć rozdziałów, napisana została przez Takumi Nakazawę (który jest również autorem scenariusza do gry), a ilustracje do niej są wykonane przez Wadapen. Była wydawana przez Dengeki G’s Magazine (wyd. MediaWorks) od marca do listopada 2007 roku. Istnieje również anime pod tym samym tytułem, co gra. Emisja została rozpoczęta 3 października 2007 na kanale TV Kanagawa. Anime liczy 13 odcinków. Powstał również spin-off gry – Myself; Yourself: Sorezore no Finale, wydany 28 maja 2009 na PlayStation 2.

## Fabuła
Akcja Myself; Yourself jest rozgrywana w 2007 roku w fikcyjnym mieście Sakuranomori (jap. 桜乃杜) w W Prefektura (wzorowana na prefekturze Wakayama) w Japonii. Jest ono położone nad Oceanem Spokojnym. To bardzo spokojne, ciche miejsce. Sakuranomori to miasto, w którym urodził się Sana Hidaka, szesnastolatek, uczeń gimnazjum. Jako dziecko dorastał wraz z czwórką przyjaciół: Nanaką Yatsushiro, Aoi Oribe, Syusuke Wakatsukim i jego starsza siostrą bliźniaczką, Syuri. Sana musiał opuścić miasto w wieku jedenastu lat, jednak pięć lat później wraca i wprowadza się do apartamentu, należącego do rodziny Aoi. Wiele rzeczy w Sakuranomori pozostało jak dawniej, ale chłopak szybko zorientował się, że nie wszystko było takie samo.

## Postacie

### Bohaterowie
Sana Hidaka (jap. 日高 佐菜 Hidaka Sana; ur. 13 października 1991)
Seiyū: Shinnosuke Tachibana (nastolatek), Madoka Kimura (dziecko) 
Sana jest głównym bohaterem serii. W wieku jedenastu lat wyjechał z Sakuranomori, by powrócić do niego pięć lat później. Wprowadza się do jednego z apartamentów należących do rodziców Aoi. Najprawdopodobniej z czwórki przyjaciół najbardziej zależało mu na Nanace i kiedy wraca, jego uczucia nie zmieniają się. Jako dziecko grał na pianinie, ale potem zapamiętał już tylko piosenkę, którą grała mu Nanaka. Sam mówi, że to dlatego, iż ten utwór jest dla niego bardzo ważny. Boi się krwi, gdyż próbował popełnić samobójstwo, przez to, że był obiektem drwin rówieśników ze szkoły. Nosi zegarek, którego nie chce nigdy zdejmować. Później okazuje się, że ukrywa tam blizny po próbie samobójczej.
Syusuke Wakatsuki (jap. 若月 修輔 Wakatsuki Shūsuke; ur. 23 marca 1992)
Seiyū: Takehito Koyasu (nastolatek), Yuko Sanpei (dziecko) 
Syusuke jest jednym z czwórki przyjaciół Sany z dzieciństwa i pozostaje nim nadal, kiedy Hidaka wraca do Sakuranomori. Ma siostrę bliźniaczkę, Syuri. Nauczycielka Yuzuki nazywa go szczęśliwą połówką bliźniaków Wakatsuki.

### Bohaterki
Nanaka Yatsushiro (jap. 八代 菜々香 Yatsushiro Nanaka; ur. 29 lipca 1991)
Seiyū: Ami Koshimizu 
Nanaka jest jedną z przyjaciółek Sany i widać, że czuje do niego coś więcej. Kiedy chłopak wraca do miasta, jej osobowość ulega zmianie. Już nie jest słodką i opiekuńczą dziewczyną, ale chłodną i poważną. Kiedy pierwszy raz po pięciu latach ponownie spotyka Sanę, on jej nie rozpoznaje. Uderza go za to w twarz i obraża się na niego. Mimo to jest zazdrosna, gdy widzi go z inną dziewczyną (zwłaszcza z Asami). Krótko po wyjeździe chłopaka jej dom został podpalony. W pożarze zginęli jej rodzice. Jej samej udało się uciec. Zdążyła tylko zabrać swoje skrzypce i bransoletkę, którą podarował jej Sana. Pożar spowodował, że dziewczyna długi czas była w szoku i nie pamiętała prawie nic z tego wypadku.
Aoi Oribe (jap. 織部 麻緒衣 Oribe Aoi; ur. 28 sierpnia 1990)
Seiyū: Tomoko Kaneda 
Aoi nie jest kuzynką Sany, mimo że chłopak mówi do jej matki ‘ciociu’. Rodzice dziewczyny są właścicielami budynku, w którym mieszka Sana. Jest rok starsza od niego. Nosi okulary. Uwielbia czytać książki, jest bardzo energiczna i niezdarna. Ma bardzo wysoki głos i trochę dziecinny charakter. Mimo to jest troskliwa i opiekuńcza. Jej przyjaciele nigdy się na niej nie zawiedli i wiedzą, że zawsze mogą na nią liczyć.
Syuri Wakatsuki (jap. 若月 朱里 Wakatsuki Shuri; ur. 23 marca 1992)
Seiyū: Yukari Tamura 
Syuri to starsza siostra bliźniaczka Syusuke. Jest jedną z przyjaciółek Sany. Yuzuki nazywa ją nieszczęśliwą połówką bliźniaków Wakatsuki. Jest postrzegana jako najsilniejsza ze wszystkich dziewcząt, mimo swojej figury. Kiedy Sana wraca do miasta, nie widzi żadnych problemów i pozostaje jego przyjaciółką. Była pierwszą wolontariuszką w domu spokojnej starości, jeszcze przez Asami.
Hinako Mochida (jap. 持田 雛子 Mochida Hinako; ur. 5 sierpnia 1997)
Seiyū: Ayumi Murata 
Ayano Niina (Sorezore no Finale). Hinako jest zakochana w Syusuke, który uratował ją przed trzema chłopcami z jej szkoły. Chce się nauczyć, jak być idealną dziewczyną i prosi o pomoc Sanę i Aoi.
Asami Hoshino (jap. 星野 あさみ Hoshino Asami; ur. 28 października 1991)
Seiyū: Mai Nakahara 
Asami jest przyjaciółką Sany. Wydaje się być delikatną osobą, zgłasza się na wolontariuszkę w domu spokojnej starości. Ma jednak ukrytą osobowość.
Yuzuki Fujimura (jap. 藤村 柚希 Fujimura Yuzuki; ur. 26 grudnia 1982)
Seiyū: Megumi Toyoguchi 
Yuzuki jest dwudziestopięcioletnią wychowawczynią Sany, Nanaki, Syusukego i Syuri. Za każdym razem, gdy jej uczniowie zrobią coś dobrego (np. posprzątają klasę), Yuzuki daje im karmelka. Choć chce zachować to w tajemnicy, każdy o tym wie. Kiedy była w szkole średniej dała karmelka dziecku, który uparcie chciał zrobić fikołka na drążku (był to Sana, o czym dowiadujemy się w anime); od tej pory jest to jej nagroda za ciężką pracę.